# Robert de Fiennes
Pour les articles homonymes, voir Moreau et Fiennes (homonymie).
Robert de Fiennes, dit Moreau, Morel ou Morellet, né en 1308 ou 1309 au château de Fiennes et mort en 1385, est un noble originaire du comté de Boulogne et de Guînes. Il est le fils de Jean de Fiennes et Isabelle de Flandre, fille de Gui de Dampierre. 
Il s'illustre pendant la première partie de la guerre de Cent ans et devient le 28e connétable de France vers 1356. Il meurt en 1385 sans descendance.

## Biographie

### Surnom et significations
Robert était surnommé Moreau ou Morel de Fiennes, sobriquet que l'on donnait au Moyen Âge pouvant se rapporter aux caractéristiques physiques de la personne, cela pouvait aussi servir ici à distinguer Robert des autres membres de la famille qui portaient ou avaient porté le même prénom. Moreau, morel, morellet sont des anciens mots français qui signifient brunet ou noir, ils peuvent faire référence au teint de la peau et désignaient en l’occurrence les teints bruns (comme ceux des maures), par opposé à "brun spécialisé pour les cheveux"; ce surnom pouvait aussi faire référence à un voyage chez les maures comme l'explique un biographe du poète Eustache Deschamps qui portait aussi le surnom Morel; ou encore être lié pour celui qui le porte à des campagnes militaires effectuées en Espagne jadis occupée par les maures ou mores.
Robert de Fiennes est cité dans un rôle anglais de 1331 sous la forme "Robertus de Fienles, de Francia".

### Enfance
Robert de Fiennes naît vers 1308-1309, fils de Jean de Fiennes et d'Isabelle de Flandre, fille de Gui de Dampierre comte de Flandre (opposé à Philippe le Bel et allié au roi anglais), au château de Fiennes; châtellenie, du comté de Boulogne, et en même temps, baronnie du comté de Guînes,,. Robert est élevé à la cour d'Angleterre avec le futur Edouard III,
Robert était fils de Jean, sire de Fiennes, de Tingry, Ruminghem, etc. (fils de Guillaume (II) de Fiennes et de Blanche de Brienne), vassal du comte de Guînes et connétable de France Raoul Ier de Brienne, investi de la châtellenie de Bourbourg du fait de son mariage avec Isabelle de Flandre, la plus jeune fille de Gui de Dampierre comte de Flandre. Le frère de Jean, nommé également Robert de Fiennes était désigné  le 13 novembre 1316 par Édouard II comme son sénéchal de Ponthieu où Jean de Fiennes dispose de terres. 
Son enfance fut marquée par les révoltes de la noblesse contre la comtesse Mahaut d'Artois dont son père fut l'un des principaux protagonistes.

### Mariage
Il épousa en premières noces avant 1346 Béatrix, dame de Gâvre et châtelaine de Saint-Omer dont elle avait donné le titre à son mari, morte sans enfant le 12 décembre 1363.
Il épousa en secondes noces en 1365 Marguerite de Melun, comtesse douairière de Joigny, depuis cette date, il portait le titre de comte.
Il n'eut pas de descendance légitime connue.
Lors d'un procès, Robert de Fiennes et Béatrix de Gavres, son épouse durent verser deux mille livres au profit de Guy X de Laval, époux en 1315 de Béatrix de Bretagne, fille du duc Arthur II de Bretagne (lui-même fils de Jean II de Bretagne et de Béatrice d'Angleterre précités); afin de l'indemniser de l'invasion des terres litigieuses, pillées par eux, sous prétexte qu'ils avaient obtenu en leur faveur une sentence du bailli de Terremonde, et que le comte de Laval avait transféré ses droits à son frère Rasses de Laval (fils Guy IX de Laval) vers 1348. La mort de Jean III de Bretagne en 1341, fils d'Arthur II de Bretagne, est à l'origine de la guerre de Succession de Bretagne.

### Carrière militaire
En 1340, le 26 juillet a lieu la bataille de Saint-Omer, Robert III d'Artois et les Flamands attaquent Saint-Omer que défendent le duc Eudes de Bourgogne (Eudes IV de Bourgogne), les comtes d'Armagnac (Jean Ier d'Armagnac) et de Fauquembergues (vers 1340 Éléonore de Saint-Omer et sa fille Béatrix de Gavre sont comtesses de Fauquembergues, cette dernière est l'épouse de Moreau de Fiennes); défaite de Robert d'Artois qui rejoint le camp d’Édouard III à Tournai.
En 1353, le 18 juillet, Robert de Fiennes s'intitule : "Robers seigneur de Fienles et chastellain de Saint Aumer à cause de nostre chière et amée compaigne, chastellaine dudit lieu", Béatrix de Gâvre, fille d'Eléonore et de Rasse de Gâvre hérite de la chatellenie de Saint-omer, elle est mentionnée en qualité de châtelaine en 1350.
Lors de la bataille de Calais qui s'est déroulée les 31 décembre 1349 et 1er janvier 1350, il dirige les forces françaises avec le seigneur de Créquy sur le pont de Neullay.
Après le désastre de Poitiers, où périt le connétable Gautier VI de Brienne (1356), Robert de Fiennes reçut la dignité de connétable de France comme récompense des services qu'il avait déjà rendus dans la Guerre de Cent Ans.
Il seconda le dauphin (le futur Charles V) dans ses efforts contre les partisans de Charles le Mauvais, roi de Navarre, lors de la Bataille d'Amiens et reprit Saint-Valery-sur-Somme en 1358. Il reprit aux Anglais, Auxerre en 1360. Il parvint à chasser les Grandes compagnies de routiers de Pont-Saint-Esprit, de Frontignan, de La Charité de 1361 à 1365.
Après la signature du traité de Brétigny ou traité de Calais en 1360, conclu entre les plénipotentiaires du roi Édouard III d'Angleterre et ceux de Charles V de France, fils du roi Jean II de France qui cédait aux Anglais le territoire où se trouvait sa baronnie de Fiennes; il refusa l'hommage à Édouard III et soutint un siège dans son château contre 25 000 hommes (1369).
Après sa carrière militaire, le roi Charles V pour le récompenser de ses longs et utiles services lui accorda la même année une pension viagère de quatre-mille livres à prendre, deux-mille sur les aides de la ville d'Amiens et les deux autres mille sur le trésor à Paris.

### Titres et fonctions
Vers 1338, à la mort de son père, il devient châtelain de Bourbourg, puis châtelain de Saint-Omer vers 1346 et comte de Joigny vers 1365 par ses mariages successifs. Il est le 28e connétable de France vers 1356 sous les règnes de Jean II le bon et Charles V en s'illustrant au cours de la Guerre de Cent Ans. Âgé en 1370 il fit déférer sa dignité de connétable à Bertrand du Guesclin, où selon les mots du roi Charles V: « Le bon sire de Fienes, connestable nommés, Qui est du sanc royal et de noble lieu nés, devient lebes et vieux, a nous est escuzés ». 

### Mort
Il meurt vers 1385 sous le règne de Charles VI.

## Famille

### Implication familiale dans la guerre de cent ans

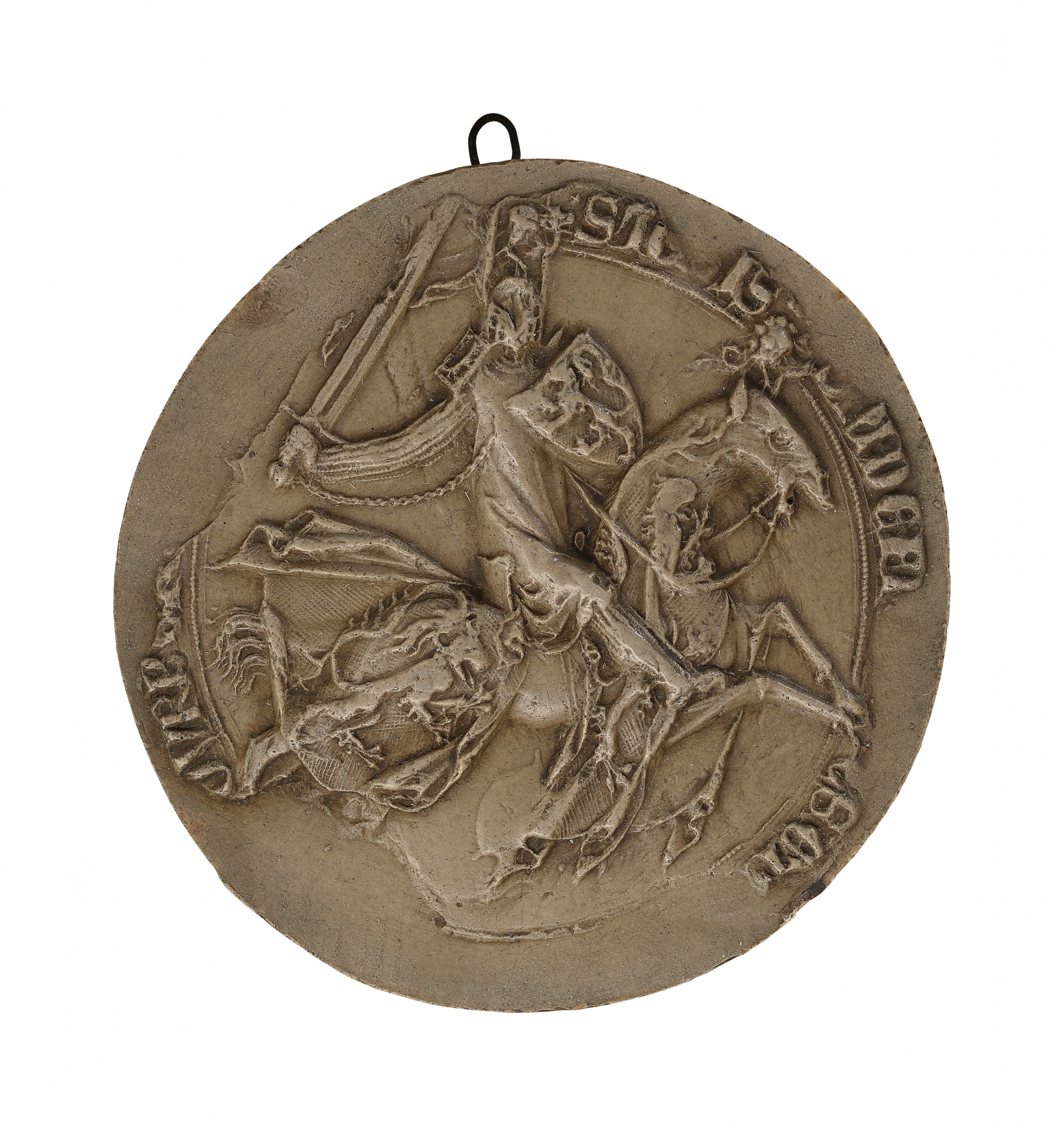
Empreinte du sceau de Jean de Fiennes provenant de la charte du 1er décembre 1314. Sigillant : Jean de Fiennes, Date : 1314, Couleur : vert, Dimension originelle: 50 mm, Description: Équestre, aux armes, y compris l'épaulière (un lion). Acte : An-Paris - J 434 no 7, Archives nationales de France.

Du fait de son mariage avec Isabelle de Flandre, Jean de Fiennes était notamment l'éphémère beau-frère du roi Édouard II d’Angleterre (1284-1327), père d’Édouard III (1312-1377) se déclarant héritier légitime du trône de France qui aura pour effet de déclencher la guerre de Cent Ans (de 1337 à 1453).
En 1311, Jean de Fiennes et Guillaume de Nevele sont envoyés en Angleterre, pour essayer d'établir avec les mandataires d’Édouard Ier, un accord pour mettre fin aux excès commis sur les marchands de Flandre et d'Angleterre. En 1316, Jean de Fiennes, prend la tête de la noblesse d’Artois révoltée contre la comtesse Mahautet soutint la cause de Robert III d’Artois.  Robert de Fiennes; frère de Jean de Fiennes lui-même père de Moreau, est désigné par Édouard II comme son sénéchal de Ponthieu où Jean de Fiennes dispose de terres.
Vers 1325 Jean de Fiennes soutint le roi de France Charles IV et les domaines qu'ils possédaient en Angleterre furent saisis. En 1338 ou 1340, Robert, chevalier, devint sire de Fiennes et châtelain de Bourbourg par la mort de son père.
La grand-tante de Robert; Mahaut de Fiennes,, sœur de Guillaume (II) de Fiennes était l'épouse d'Humphrey de Bohun (1249-1298), 3e comte de Hereford et 2e comte d'Essex, issu d'une famille anglo-normande originaire du Cotentin qui a fourni huit lords-grands-connétables d'Angleterre de 1164 à 1372. Il est connu principalement pour son opposition au roi Édouard Ier au sujet de la Confirmatio Cartarum(confirmation de la Magna Carta) et participa activement aux guerres de Galles et entretint pendant plusieurs années une querelle privée contre le comte de Gloucester. Humphrey et Mahaut de Fiennes eurent un fils, Humphrey de Bohun, 4e comte de Hereford, époux d'Élisabeth d'Angleterre (1282-1316), fille Édouard Ier d'Angleterre et d'Éléonore de Castille. Ses bonnes relations avec le roi Édouard II, son beau-frère, vont se dégrader notamment en raison de l'influence grandissante de son favori Pierre Gaveston et ultérieurement avec Hugues le Despenser, le nouveau favori royal, suscitant une opposition baronniale au roi dont Roger Mortimer fera partie. À cette époque, l'Angleterre comptait en tout et pour tout dix comtes qui formaient le haut de la hiérarchie sociale, économique et politique et deux cents barons. 

### Fratrie
Robert de Fiennes a deux sœurs : Jeanne, mariée en 1319 à Jean de Châtillon, comte de Saint-Pol, fils de Guy IV de Châtillon-Saint-Pol et de Marie de Bretagne, seconde fille du duc Jean II de Bretagne et de Béatrice d'Angleterre, fille d'Henri III roi d'Angleterre précédant Édouard Ier (d'où la succession de Fiennes et Tingry vers les Châtillon-St-Pol puis les Luxembourg-St-Pol), et Mahaut, mariée à Jean II de Bournonville. Robert de Fiennes va jouer un rôle important dans l'ascension sociale de ce lignage. Les capitaines bourguignons Aleaume de Bournonville, Enguerrand de Bournonville et Lyonnel de Bournonville, sont ses petits-neveux.

## Source
Cet article comprend des extraits du Dictionnaire Bouillet. Il est possible de supprimer cette indication, si le texte reflète le savoir actuel sur ce thème, si les sources sont citées, s'il satisfait aux exigences linguistiques actuelles et s'il ne contient pas de propos qui vont à l'encontre des règles de neutralité de Wikipédia.